# 訃報 1973年12月
訃報 1973年12月（ふほう 1973ねん12がつ）では、1973年（昭和48年）12月中に物故した、又は物故が報じられた人物についてまとめる。

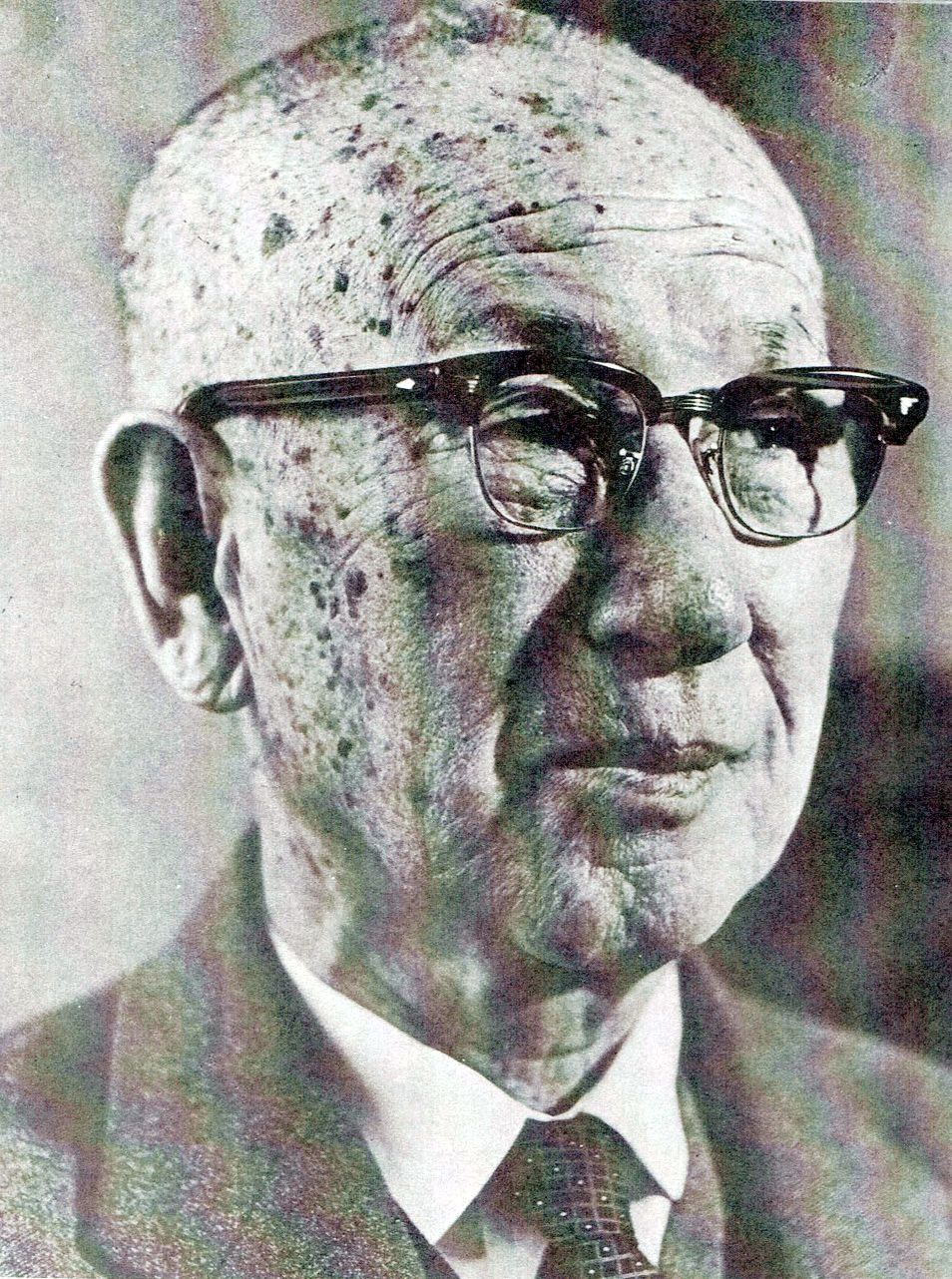
中島董一郎 / 12月19日没

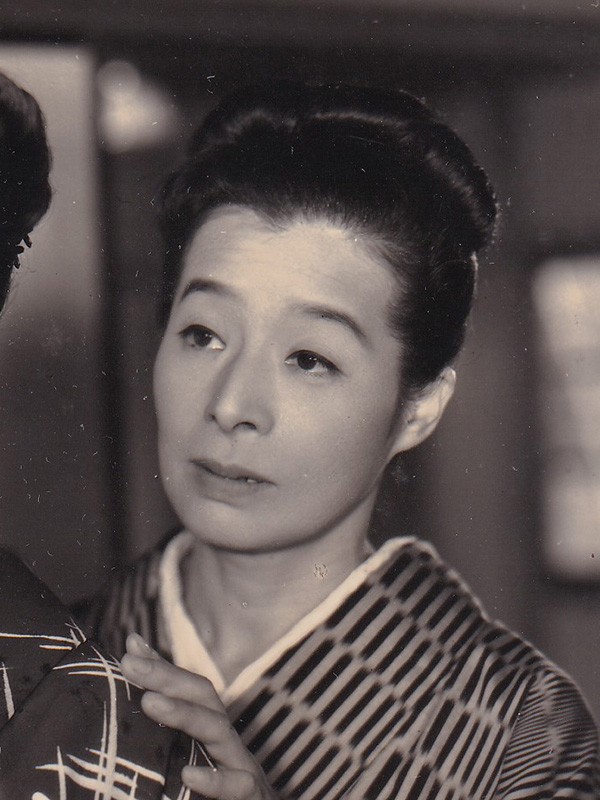
浪花千栄子 / 12月22日没

## （1日 - 15日）
- 12月1日 - ダヴィド・ベン＝グリオン、イスラエル首相（* 1886年）
- 12月2日 - 寶川政治、元大相撲力士（* 1899年）
- 12月4日 - 岡敬純、海軍軍人（* 1890年）
- 12月4日 - 平井太郎、政治家・実業家（* 1905年）
- 12月5日 - ロバート・ワトソン＝ワット、レーダー発明者（* 1892年）
- 12月7日 - 木村健康、経済学者・東京大学名誉教授（* 1909年）
- 12月8日 - 西岡瑞穂、洋画家（* 1888年）
- 12月11日 - 瀧井治三郎、実業家・政治家（* 1890年）
- 12月12日 - 野村直邦、海軍軍人（* 1885年）
- 12月12日 - 杉山登志、CMディレクター（* 1936年）
- 12月13日 - 本間一咲、作詞家（* 1896年）

## （16日 - 31日）
- 12月16日 - 長谷川濬、詩人・作家・ロシア文学者（* 1906年）
- 12月19日 - 藤田喜作、自由ヶ丘学園中学校高等学校初代理事長・社会学者（* 1887年）
- 12月19日 - 藤森栄一、考古学者（* 1911年）
- 12月19日 - 中島董一郎、実業家・キユーピー創業者（* 1883年）
- 12月22日 - 小山元一、新潟県高田市長・上越市長（* 1899年）
- 12月22日 - 浪花千栄子、女優（* 1907年）
- 12月23日 - 武田一郎、教育学者・教育行政家（* 1899年）
- 12月25日 - イスメト・イノニュ、オスマン帝国の軍人、トルコ第2代大統領（*1884年）
- 12月25日 - ガブリエル・ヴォアザン、フランス航空界のパイオニア（* 1880年）
- 12月25日 - 内山英太郎、陸軍軍人（* 1887年）
- 12月25日 - 手島郁郎、キリストの幕屋の創始者（* 1910年）
- 12月26日 - 安藤俊雄、天台宗の仏教学者（* 1909年）
- 12月26日 - 岡田要、動物学者（* 1891年）
- 12月26日 - 船木枳郎、児童文学者（* 1903年）
- 12月29日 - 高柳儀八、海軍軍人（* 1891年）
- 12月30日 - アンリ・ビュッセル、作曲家・指揮者・音楽教師（* 1872年）
- 12月30日 - 本間国生、日本画家（* 1891年）
- 12月31日 - 加藤隆太郎、実業家・政治家（* 1887年）